# Бари Хюгарт
Бари Хюгарт (на английски: Barry Hughart) е американски писател, автор на фантастични новели.

## Биография
Роден е в Пеория, щата Илинойс, САЩ. Син е на Джон Хардинг Пейдж, морски офицер, и Вероника Хюгарт, архитект.
След завършване на образованието си, се присъединява към ВВС на САЩ и служи в периода 1956 - 1960 година като разполага мини в Корейската демилитаризирана зона. В този период развива влечение към Китай, което по-късно го води към планирането на поредица развиваща действието си в „Древен Китай, какъвто не е бил никога“. Връзката му с Китай продължава и след службата му в армията, като в периода 1960 - 1965 е служител в армейската компания „ТехТоп“, базирана в Азия.
От 1965 до 1970 е мениджър на книжарница „Ленъкс Хил“ в Ню Йорк.

## Произведения
Писателската му кариера започва през 1984 година с Мостът на птиците, за който получава през 1985 наградата World Fantasy Award за най-добър роман, като през 1986 e награден също с Mythopoeic Fantasy Award. Последователно излизат през 1988 История за камъка и през 1990 Осем ловки демона. Планирал е да напише поредица от седем новели за Ли Као и Вол Номер Десет, но спира заради разногласия с издателите. В интервю през 2000 година Бари Хюгарт обвинява издателите в некомпетентност и несъпричастност към поредицата. Според тях стилът на книгите е трудно да бъде класифициран и пазарът е бил ограничен само до решението да бъде продаван в раздел научна фантастика / фентъзи. Като пример за некомпетентност на издателите Бари Хюгарт посочва, че не са били отбелязани наградите на Мостът на птиците върху изданията.
По-късно, през 2008 година Бари Хюгарт пише:
| „ | Ще има ли още? Съмнявам се, и то не заради лоши продажби или издатели. Просто стигнах толкова далече, колкото можах. Без значение колко добре пишех, аз просто се повтарях. | “ |

### Новели
- Мостът на птиците (1984)
- История за камъка (1988)
- Осем ловки демона (1990)